# Jardin botanique d'Iéna
 (décembre 2023).
Si vous disposez d'ouvrages ou d'articles de référence ou si vous connaissez des sites web de qualité traitant du thème abordé ici, merci de compléter l'article en donnant les références utiles à sa vérifiabilité et en les liant à la section « Notes et références ».
Le jardin botanique d'Iéna (Botanischer Garten Jena) est un jardin botanique situé à Iéna en Allemagne. C'est le deuxième jardin botanique à avoir été fondé en Allemagne, puisqu'il a été créé en 1586 en tant qu'« hortus medicus », après celui de Leipzig qui date de 1580. Le jardin botanique d'Iéna est administré par l'université d'Iéna et s'étend sur 4,5 hectares. Il comprend une serre tropicale. Plus de douze mille espèces y sont cultivées.

## Histoire
Le jardin est fondé à l'initiative du recteur de la faculté de médecine d'Iéna, Johannes von Schröter (1513-1593) qui convainc l'électeur Auguste de Saxe de créer un hortus medicorum avec des plantes médicinales. Il est agrandi et rénové en tant que jardin botanique en 1630 par Werner Rolfinck qui avait étudié un jardin de la sorte à Padoue, puis par son élève et successeur, Paul Marquardt Slegel (1605-1653). Le duc Guillaume IV de Saxe fait don d'1,3 ha au nord des remparts de la ville en 1640. Ce terrain, ancien potager, verger et vignoble, est aménagé pour devenir le jardin du prince (Fürstengarten). Le médecin et botaniste Johann Theodor Schenck (1619-1671) répertorie plus de 1 300 espèces de plantes dans les deux jardins en 1659. Le premier jardin est encore agrandi en 1662 et une serre est installée en 1674 pour cultiver des espèces tropicales.
Le jardin (appelé alors Collegiengarten) suit en 1770 la taxonomie de Carl von Linné. Goethe, devenu conseiller secret de légation à la cour de Weimar, est nommé en octobre 1776 inspecteur chargé de l'organisation de l'institut botanique d'Iéna. Le premier catalogue du jardin est publié en 1795. Il comprend alors des espèces telles que Buxus sempervirens, Juniperus sabina, Periploca graeca, Sambucus racemosa, Thuja occidentalis, Staphylea pinnata ainsi que plus tard Agave americana, des aloès, des amaryllis, des cactus, des euphorbes succulentes, des exemplaires de Pelargonium, des Zantedeschiae, des clématites etc. Le directeur du jardin est à cette époque le célèbre botaniste August Batsch (1761-1802).

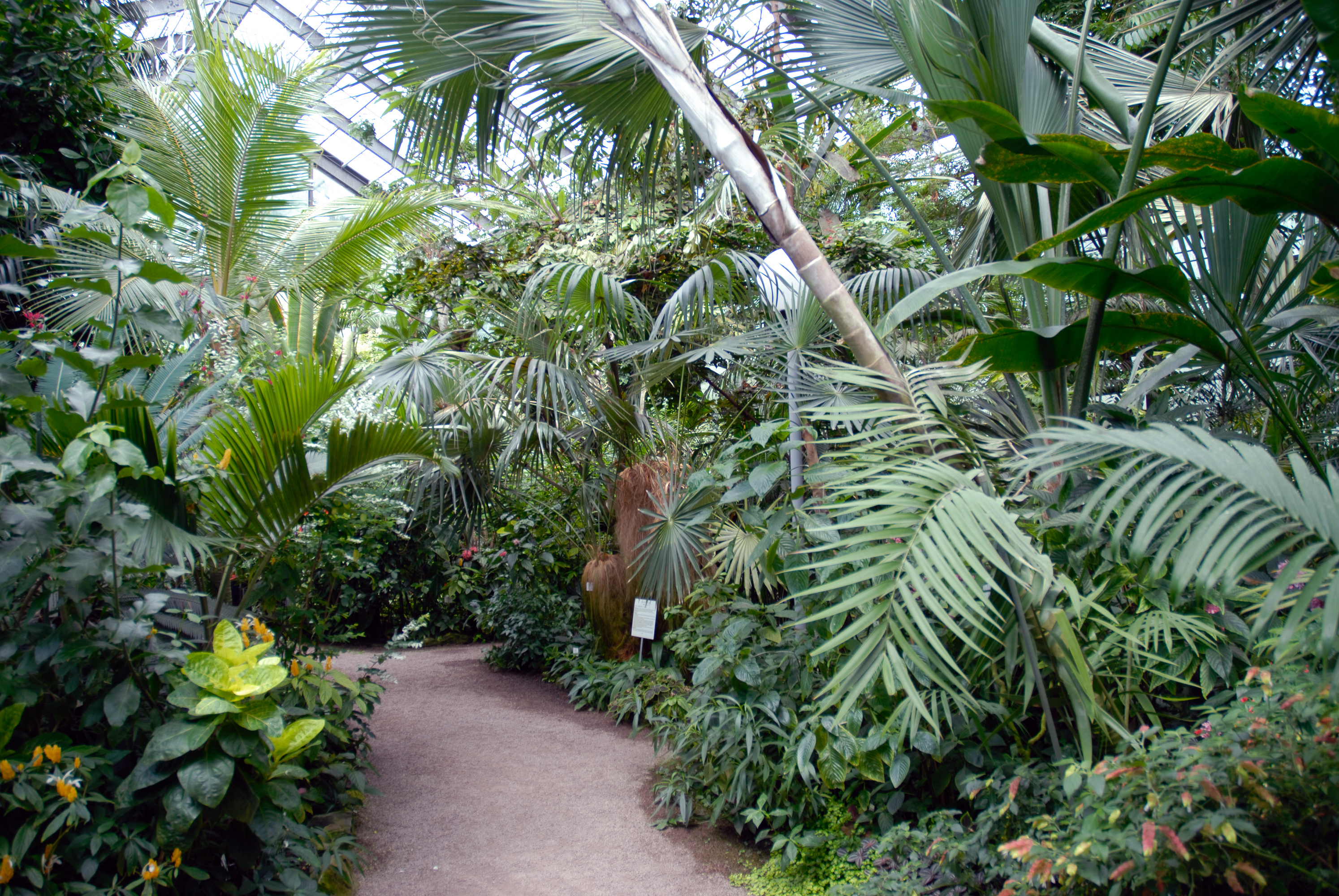
Serre tropicale du jardin botanique d'Iéna

Le jardin est endommagé au moment de la bataille d'Iéna en 1806 et sa restauration prend de longues années. En 1819, il ne comprend plus qu'une cinquantaine de variétés en pot dans une orangerie et environ deux cents plantes d'extérieur.
Une orangerie supplémentaire est construite en 1820. Trois orangeries sont installées ensuite: l'une servant de serre tropicale et de palmeraie, une autre de serre froide (Conservatorium) et la troisième d'orangerie à proprement parler.
Une grande phase de réorganisation du jardin a lieu en 1877-1879 sous la direction d'Eduard Strasburger. Il comprend alors deux mille vingt espèces en quatre-vingt-cinq familles, plus un jardin de plantes médicinales et des espèces en pot regroupées en treize groupes de différentes régions. Une section alpine a été ouverte en 1966, portant ainsi le nombre d'espèces à plus de trois mille.
Aujourd'hui le jardin botanique d'Iéna possède douze mille espèces, dont un arboretum de neuf cents espèces. Le dernier espace à avoir été aménagé est celui des rhododendrons en 2005. C'est grâce au jardin botanique d'Iéna que le jardin botanique de Rennsteig, qui présente des espèces de la flore alpine, a pu voir le jour.

## Illustrations

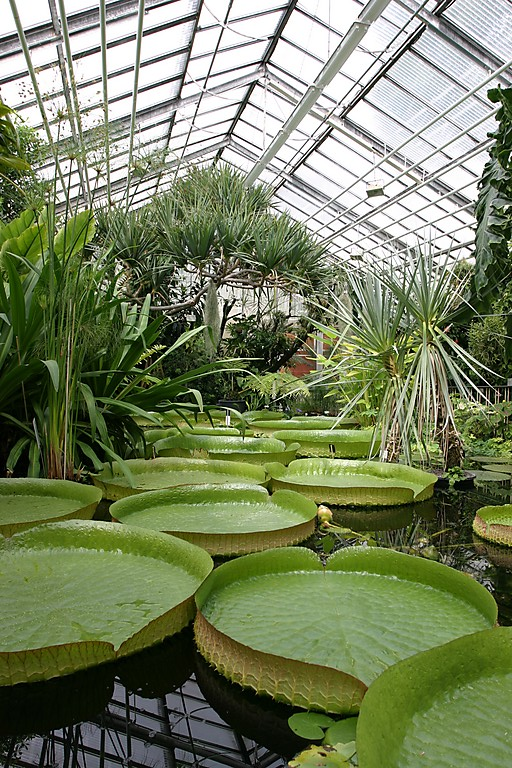
Les nénuphars Victoria cruziana
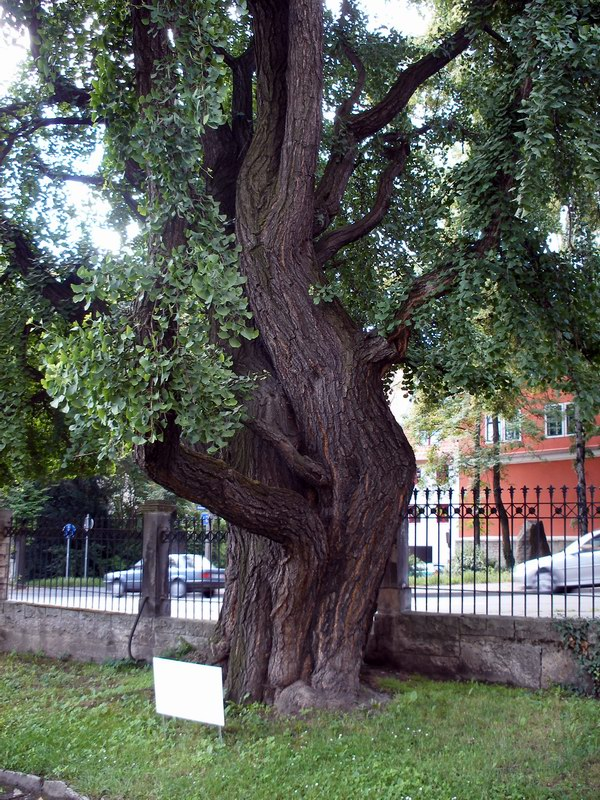
Le gingko de Goethe
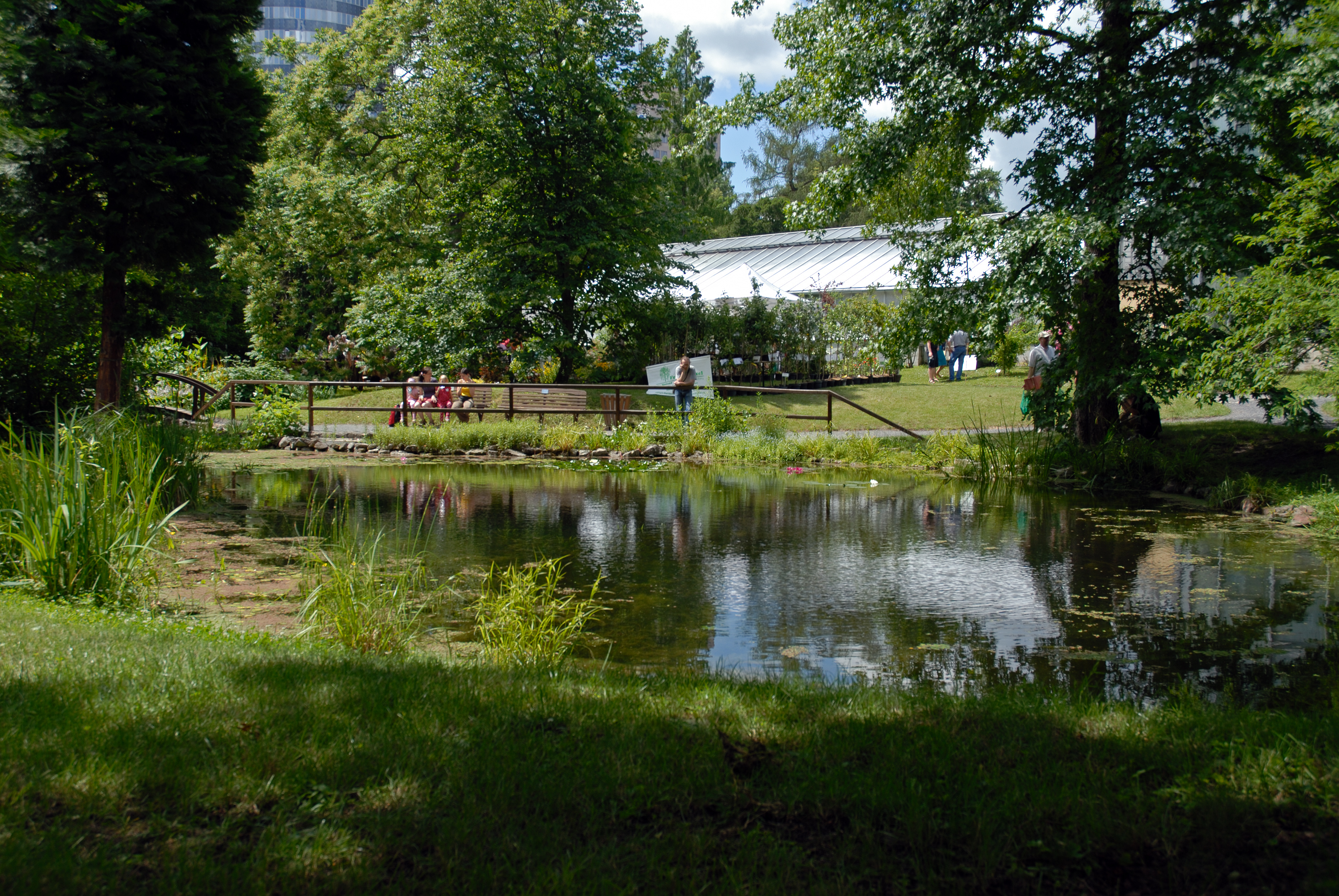
Une pièce d'eau avec les serres au fond
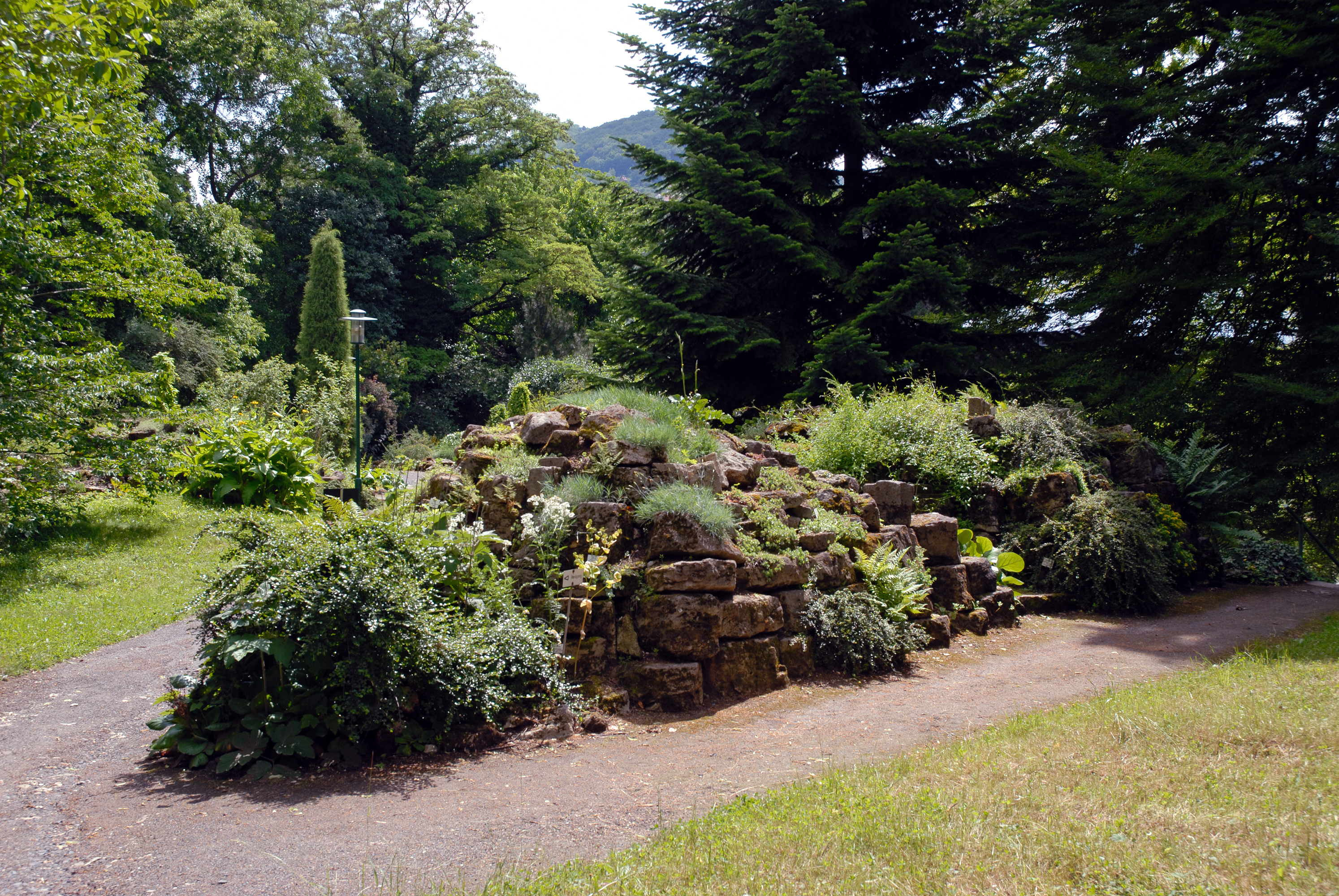
Allée avec des rocailles

## Bibliographie

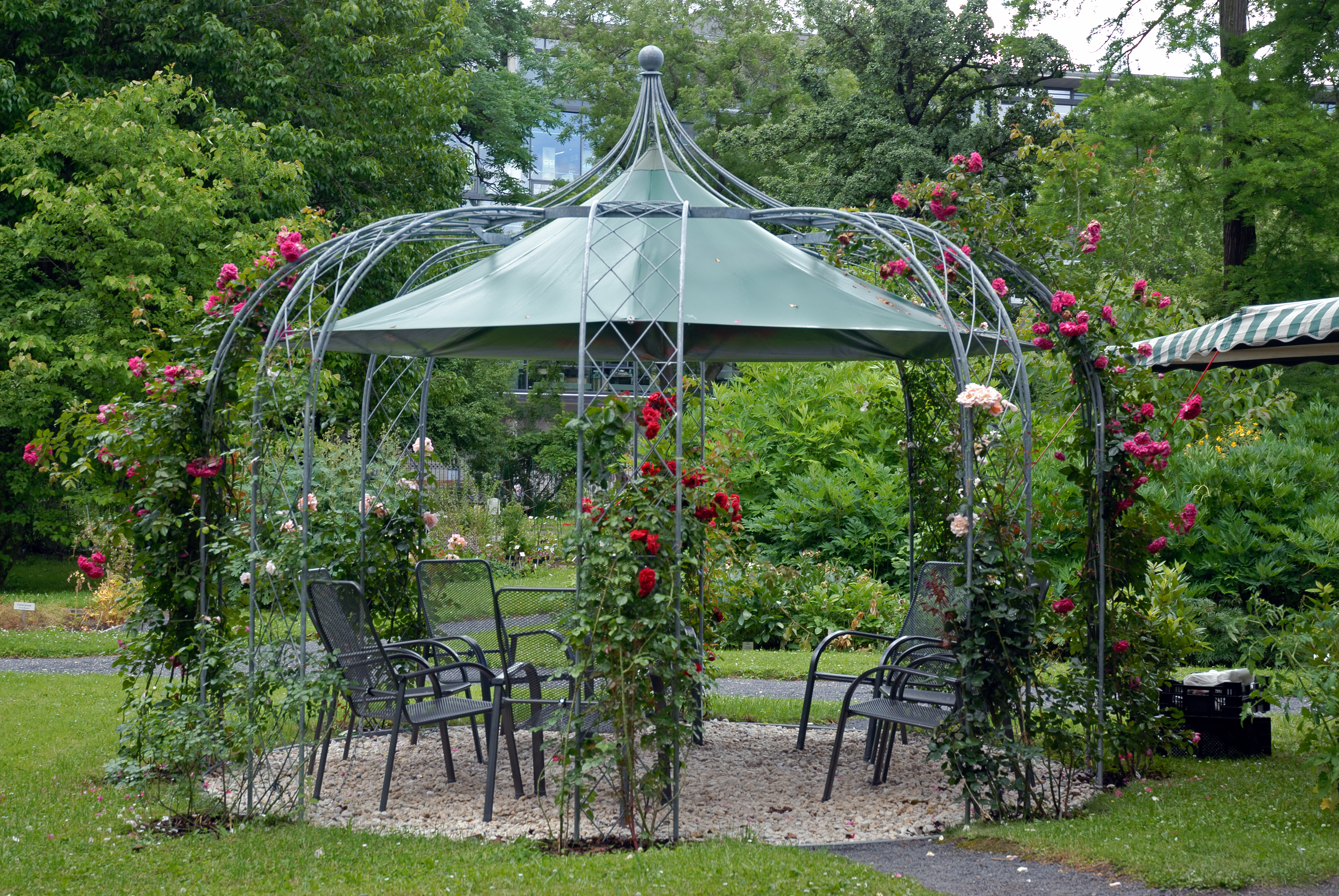
Gloriette au centre du jardin